# BQ-123
BQ-123 là một peptide tuần hoàn bao gồm năm amino acid. Trình tự amino acid là D-tryptamine-D- axit aspartic-L-proline-D-valine-L-leucine.
BQ-123 là thuốc đối kháng thụ thể ET A endothelin chọn lọc. Như vậy, nó được sử dụng như một công cụ sinh hóa trong nghiên cứu chức năng thụ thể endothelin. BQ-123 hoạt động như một chất đối kháng ET-1 bằng cách đảo ngược các cơn co thắt đã được thiết lập thành ET-1. Điều này chỉ ra rằng BQ-123 có thể hoạt động như một chất đối kháng để loại bỏ ET-1 khỏi thụ thể của nó (ETA).